# Перовское
Перовское (укр. Перовське), поселок, 
Одноробовский Первый сельский совет,
Золочевский район,
Харьковская область.
Код КОАТУУ — 6322684404. Население по переписи 2001 года составляет 71 (33/38 м/ж) человек.

## Географическое положение
Посёлок Перовское находится на расстоянии в 1 км от реки Грайворонка (притокок реки Ворскла) (правый берег), примыкает к селу Ивашки и посёлку Одноробовка, на расстоянии в 2 км проходит граница с Россией.
По посёлку протекает пересыхающий ручей с запрудой, возле посёлка расположены большие отстойники, на расстоянии в 1 км находится железнодорожная станция Одноробовка.

## История
- 1912 — дата основания.